# Jan Eliášův z Horšovského Týna
Jan Eliášův z Horšovského Týna, auch Johannes Eliae und Eliášův Jan z Fulneka, (* vor 1382; † um 1428) war ein böhmischer Gelehrter und Theologe.

## Leben
1382 schloss er an der Karls-Universität in Prag als Meister der Sieben Freien Künste ab, war 1387 Dekan der Fakultät, bekleidete 1393 das Amt des Rektors der Hochschule und legte 1398 sein Doktorat der Theologie ab.
1403 trat er als Schlichter bei den Auseinandersetzungen des Jan Hus mit Mikuláš Janselmeister über Einnahmen aus Begräbnissen und Altarzahlungen auf. 1412 war er Mitglied der Schiedskommission, die Auseinandersetzungen unter den Meistern der Universität über die Lehre des John Wiclif und Ablässe schlichten sollte. Die Verhandlungen scheiterten und König Wenzel IV. verbannte daraufhin nicht nur Jan Hus, sondern alle vier Mitglieder der Kommission aus Prag: Neben Jan Eliáš auch Stanislaus von Znaim, Štěpán z Pálče und Petr ze Znojma.
Jan Eliáš zog sich daraufhin in seine Heimatgemeinde zurück.

## Bibliografie
- M. Jana Husi korespondence a dokumenty, Edition V. Novotný, 1920
- J. Tříška: Literární činnost, 1967
- J. Tříška: Životopisný slovník, 1981
- Dějiny Univerzity Karlové, 1995.

| Personendaten    | Personendaten                           |
| ---------------- | --------------------------------------- |
| NAME             | Eliášův z Horšovského Týna, Jan         |
| ALTERNATIVNAMEN  | Eliae, Johannes; Fulneka, Eliášův Jan z |
| KURZBESCHREIBUNG | böhmischer Gelehrter und Theologe       |
| GEBURTSDATUM     | vor 1382                                |
| STERBEDATUM      | um 1428                                 |